# Nate Hinton
Nathaniel Robert Hinton (Gastonia, Carolina del Norte, 8 de junio de 1999) es un baloncestista estadounidense que pertenece a la plantilla del Ratiopharm Ulm de la Basketball Bundesliga. Con 1,96 metros de estatura, ocupa la posición de escolta.

## Trayectoria deportiva

### Universidad
Jugó dos temporadas con los Cougars de la Universidad de Houston, en las que promedió 8,8 puntos, 6,4 rebotes, 1,6 asistencias y 1,2 robos de balón por partido. En su primera temporada en el equipo fue incluido en el mejor quinteto de rookies de la American Athletic Conference, mientras que en la segunda lo fue en el segundo mejor quinteto absoluto de la conferencia.
El 18 de mayo de 2020 anunció que se presentaría al Draft de la NBA, renunciando así a las dos temporadas que le quedaban como universitario.

#### Estadísticas
| Año     | Equipo  | PJ | PT | MPP  | %TC  | %3P  | %TL  | RPP | APP | ROB | TPP | PPP  |
| ------- | ------- | -- | -- | ---- | ---- | ---- | ---- | --- | --- | --- | --- | ---- |
| 2018–19 | Houston | 37 | 1  | 19.2 | .413 | .337 | .857 | 4.4 | 1.2 | 1.0 | .1  | 7.2  |
| 2019–20 | Houston | 31 | 31 | 30.3 | .410 | .387 | .756 | 8.7 | 2.0 | 1.4 | .2  | 10.6 |
| Total   | Total   | 68 | 32 | 24.3 | .411 | .366 | .800 | 6.4 | 1.6 | 1.2 | .1  | 8.8  |

### Profesional
Tras no ser elegido en el Draft de la NBA de 2020, el 1 de diciembre firmó un contrato dual con los Dallas Mavericks de la NBA y su filial en la G League, los Texas Legends.
El 24 de octubre de 2022 se unió a la pretemporada de los Cleveland Charge de la G League.
El 2 de agosto de 2023, Hinton firmó con los Houston Rockets de la NBA. El 21 de octubre fue cortado por los Rockets, pero dos días después fue readquirido con un contrato dual. Fue despedido el 19 de octubre, y una semana más tarde se reincorporó de nuevo a los Rio Grande Valley Vipers.
El 10 de enero de 2025 fue traspasado a los Memphis Hustle. Pero el 31 de marzo se marcha al Ratiopharm Ulm de la Basketball Bundesliga alemana.

## Estadísticas de su carrera en la NBA

### Temporada regular
| Año     | Equipo  | PJ | PT | MPP | %TC  | %3P  | %TL  | RPP | APP | ROB | TPP | PPP |
| ------- | ------- | -- | -- | --- | ---- | ---- | ---- | --- | --- | --- | --- | --- |
| 2020-21 | Dallas  | 21 | 0  | 4.4 | .357 | .211 | .700 | .4  | .4  | .3  | .1  | 2.0 |
| 2021-22 | Indiana | 2  | 0  | 1.2 | .000 | −    | −    | .0  | .0  | .0  | .0  | .0  |
| 2023-24 | Houston | 15 | 0  | 5.0 | .423 | .500 | .800 | 1.5 | .7  | .2  | .1  | 2.2 |
| Total   | Total   | 38 | 0  | 4.5 | .377 | .333 | .733 | .8  | .5  | .3  | .1  | 1.9 |